# Петр Великов
Петр Великов (болг. Петър Василев Великов; нар. 30 березня 1951, Добрич) — болгарський шахіст, гросмейстер від 1982 року.

## Шахова кар'єра
У 1980-х роках належав до когорти провідних болгарських шахістів. Між 1982 і 1990 роками чотири рази представляв свою країну на шахових олімпіадах, а у 1977—1989 роках також чотири рази на командних чемпіонатах Європи. Неодноразово брав участь у фіналах чемпіонатів Болгарії, найбільшого успіху досягнувши 1987 року в Еленіте, де здобув золоту медаль.
На перетині 1971 і 1972 років здобув у Гронінгені бронзову медаль чемпіонату Європи серед юніорів до 20 років. У наступних роках досягнув багатьох міжнародних успіхів, зокрема: поділив 1-ше місце в Каооітеї (1978, разом з Крумом Георгієвим), поділив 2-ге місце в Реджо-Емілії (1979/80, позаду Олександра Кочієва), поділив 1-ше місце в Пернику (1981, разом з Михайлом Цейтліним, Радославом Симичем і Венціславом Інкьовим), поділив 1-ше місце у Врнячці-Бані (1982, разом з Віталієм Цешковським), поділив 1-ше місце в Копенгагені (1981, турнір Politiken Cup, разом з Томом Ведбергом і Шоном Толбутом), поділив 1-ше місце в Перістері (1981), 1-ше місце в Пернику (1984), поділив 3-тє місце в Трнаві (1984, разом з Ігорем Штолем, позаду Любомира Фтачника і Карела Мокрого), посів 1-ше місце в Афінах (1989, турнір Акрополіс Інтернешнл), поділив 1-ше місце в Клішах (1999, разом з Венціславом Інкьовим), поділив 2-ге місце у Буа-Коломбі (1999, позаду Венціслава Інкьова), поділив 1-ше місце в Рієці (2001, разом з Венціславом Інкьовим), поділив 1-ше місце в Еврі (2002), 1-ше місце у Клішах (2003), 1-ше місце в Безансоні (2003), поділив 1-ше місце в Шассенеї (2003), 2-ге місце в Генгамі (2004), посів 1-ше місце в Парижі (2004 і 2005) і 1-ше місце в Кондомі (2005).
Найвищий рейтинг Ело в кар'єрі мав станом на 1 липня 1998 року, досягнувши 2500 очок займав тоді 9-те місце серед болгарських шахістів.

## Зміни рейтингу
| На цьому місці має відображатися графік чи діаграма, однак з технічних причин його відображення наразі вимкнено. Будь ласка, не видаляйте код, який викликає це повідомлення. Розробники вже працюють для того, щоби відновити штатне функціонування цього графіка або діаграми. | |
| | На цьому місці має відображатися графік чи діаграма, однак з технічних причин його відображення наразі вимкнено. Будь ласка, не видаляйте код, який викликає це повідомлення. Розробники вже працюють для того, щоби відновити штатне функціонування цього графіка або діаграми. |